# I'm Eighteen
„I'm Eighteen“ (на български: Аз съм на осемнадесет (Пълнолетен съм) е песен на групата на Алис Купър, издадена като сингъл през 1970 година. Композицията се превръща в едно от емблематичните произведения за Купър добивайки статус на световна рок класика.
Песента е написана от целия екип музиканти, работещи с Купър по това време. Включена е като втора песен в дългосвирещия албум на групата, издаден през следващата 1971 година – Love It to Death, превърнал се в големия пробив на изпълнителя към световната популярност.
„I'm Eighteen“ е включена от музикалната медийна компания VH1 сред 40-те най-велики метъл песни. Китарното списание „Guitar magazine“ поставя произведението сред Топ 50 китарни рифа. Песента e включена от музикалното списание „Ролинг Стоун“ сред 500-те най-велики песни.
Като „Б“-страна на изданието е записана композицията „Is It My Body?“.

## Музиканти
- Алис Купър – вокали
- Глен Бъкстън – китари
- Майкъл Брус – ритъм китара, клавишни
- Денис Дънъуей – бас
- Нийл Смит – барабани

## Официални Кавъри
- 1984 година – Кавър от група Антракс за албумът им „Fistful of Metal“.
- 1998 година – Кавър от пост-гръндж групата Creed за саундтрака на филма „The Faculty“.